# Saure Wiese (Bochum)
Die Saure Wiese ist eine Grünfläche in der nordrhein-westfälischen Stadt Bochum. Sie befindet sich an der Essener Straße. An der westlichen Seite fließt der Ahbach entlang. Der größte Teil der Fläche lag früher in der Gemarkung der Gemeinde Eppendorf, ein kleiner Teil in der Gemarkung Höntrop. Diese Teile kamen bei der kommunalen Gebietsreform 1926 zu der Stadt Bochum und wurden der Gemarkung Weitmar zugeordnet. Das geschah auf den Wunsch des Bochumer Vereins hin, der sein Werk Höntrop und die Zeche Engelsburg auf dem gleichen Gemeindegebiet wie die anderen Werke haben wollte. Eine Werksbahnlinie, die am östlichen Rand der Fläche entlanglief, verband das Werk Höntrop mit der Rombacher Hütte, die sich ebenfalls im Besitz des Bochumer Vereins befand.
Von 1926 bis 1973 diente das Gelände als Deponie für Abfälle aus der Industrie, vorwiegend der des Bochumer Vereins. Schwermetalle, Cyanide und Polycyclische aromatische Kohlenwasserstoffe (PAK) erreichten schließlich das Grundwasser. Eigentümer des Geländes ist die RWE in Essen.
Auf Teilen der Fläche wurde 1949 die Tennisgemeinschaft 1949 gegründet. Zuerst bestanden hier nur einige Plätze und ein kleines Vereinsheim, das in den nächsten Jahren Schritt für Schritt um Tennishallen, Gastronomie, weitere Tennisplätze und einen Turnierplatz erweitert wurde.
In dem mittleren Teil der ehemaligen Deponie wurde in den 1970er eine Parkfläche angelegt, auf dem sich auch ein großer Spielplatz befand.
Ab 2007 wurde eine Sanierung durchgeführt. 45.000 Kubikmeter belasteter Boden wurde ausgetauscht. 10.000 Gehölze und 8150 Sträucher wurden gepflanzt. Es entstand ein Park von 65.000 Quadratmetern Fläche. Die Kosten in Höhe von 2 Millionen Euro wurden von Stadt und Land getragen. Der Ahbach wurde zeitgleich renaturiert. Die Kosten für einen Abwasserkanal betrugen 15 Millionen Euro, die Neugestaltung des Bachlaufs 9 Millionen Euro. In dem Rahmen wurde der Aschefußballplatz an der Bunsenstraße entfernt, die Reste eines Spielplatzes wurde demontiert.
Der 2016 eröffnete Fuß- und Radweg Parkband West, welcher die Erzbahntrasse mit der Springorumtrasse verbindet, führt zu einem Teil über Wege des Parks, und nutzt dann die oben erwähnte Werksbahntrasse.

## Zwangsarbeiterlager Saure Wiesen

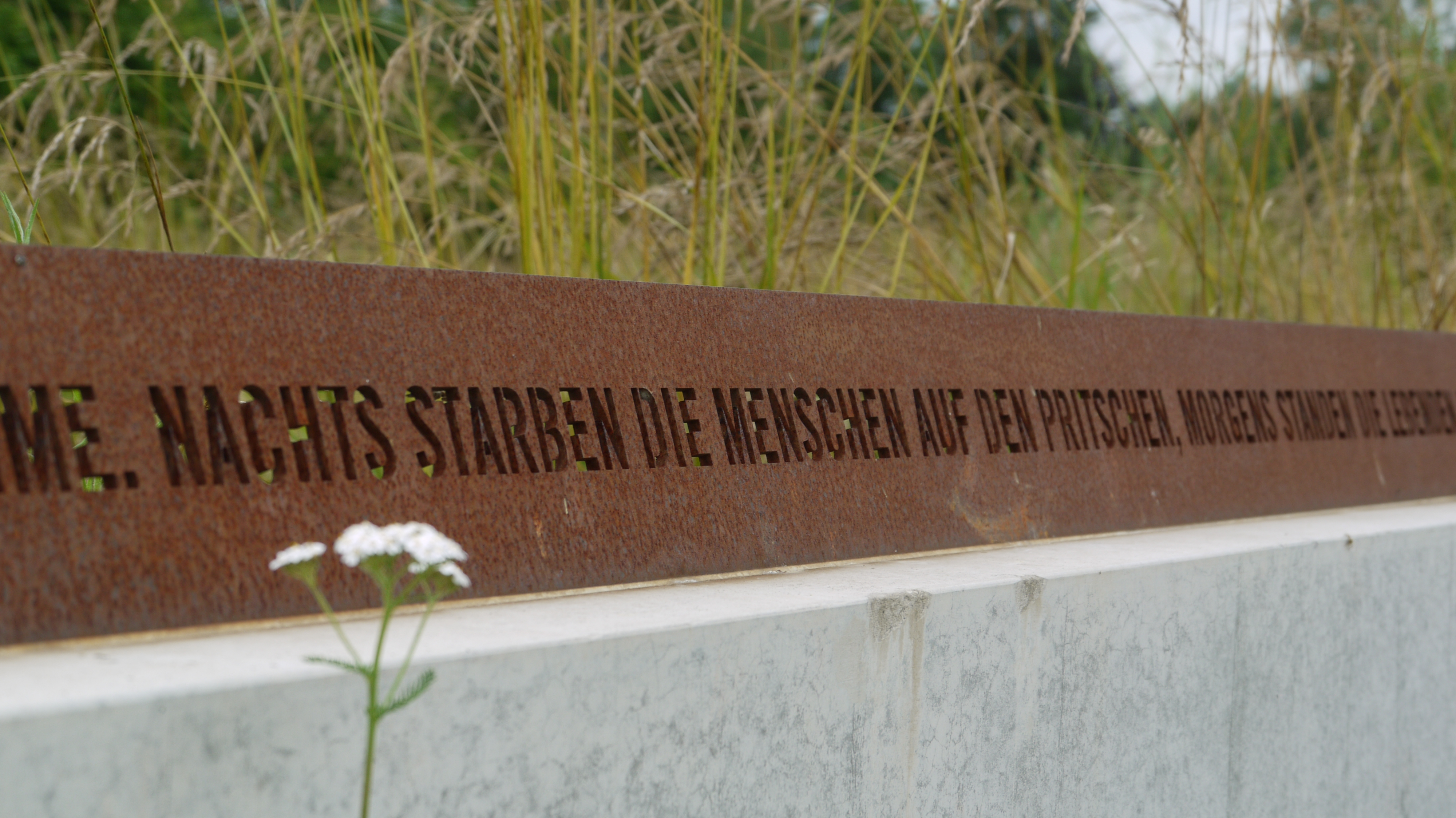
Kunstwerk „Laute Stille“ am Gedenkort

Im Zweiten Weltkrieg befand sich hier eines von über 15 Zwangsarbeitslagern des Bochumer Vereins, von insgesamt über 100 Arbeitslagern für die Zwangsarbeiter in Bochum und Wattenscheid.  Ferner befand sich hier ein Schießplatz des Werkes und eine Geschützstellung.
Das Lager war 1943 mit 765 sogenannten „Ostarbeitern“ und 290 „verschiedenen Ausländern“ belegt, sie kamen unter anderem aus der Ukraine und Russland.
Die Baracken wurden nach dem Zweiten Weltkrieg einige Jahre zivil genutzt. Das Adressbuch von 1950 nennt als Besitzer den Bochumer Verein und unter der Hausnummer Essener Straße 163a-r 80 Personen, viele mit handwerklichen Berufen. Die Deutsche Grundkarte 1940–1957 zeigt acht große und acht weitere Gebäude. Anhand der Luftbilder kann man von einem Abbruch Mitte Ende der 1960er Jahre ausgehen.
Seit 2012 befindet sich an der Stelle des ehemaligen Lagers ein Gedenkort. Der Grundriss einer Baracke ist durch Steinquader nachgestellt und einige Informationstafeln dokumentieren die Geschichte des Ortes, ergänzt wird der Gedenkort durch das Kunstwerk „Laute Stille“ von Marcus Kiel. Zitate ehemaliger Zwangsarbeiter sind aus rostigen Stahlbändern ausgeschnitten, die bedrückenden Zitate stehen im Kontrast zur idyllischen Parklandschaft.

## Gedenkort Saure Wiesen

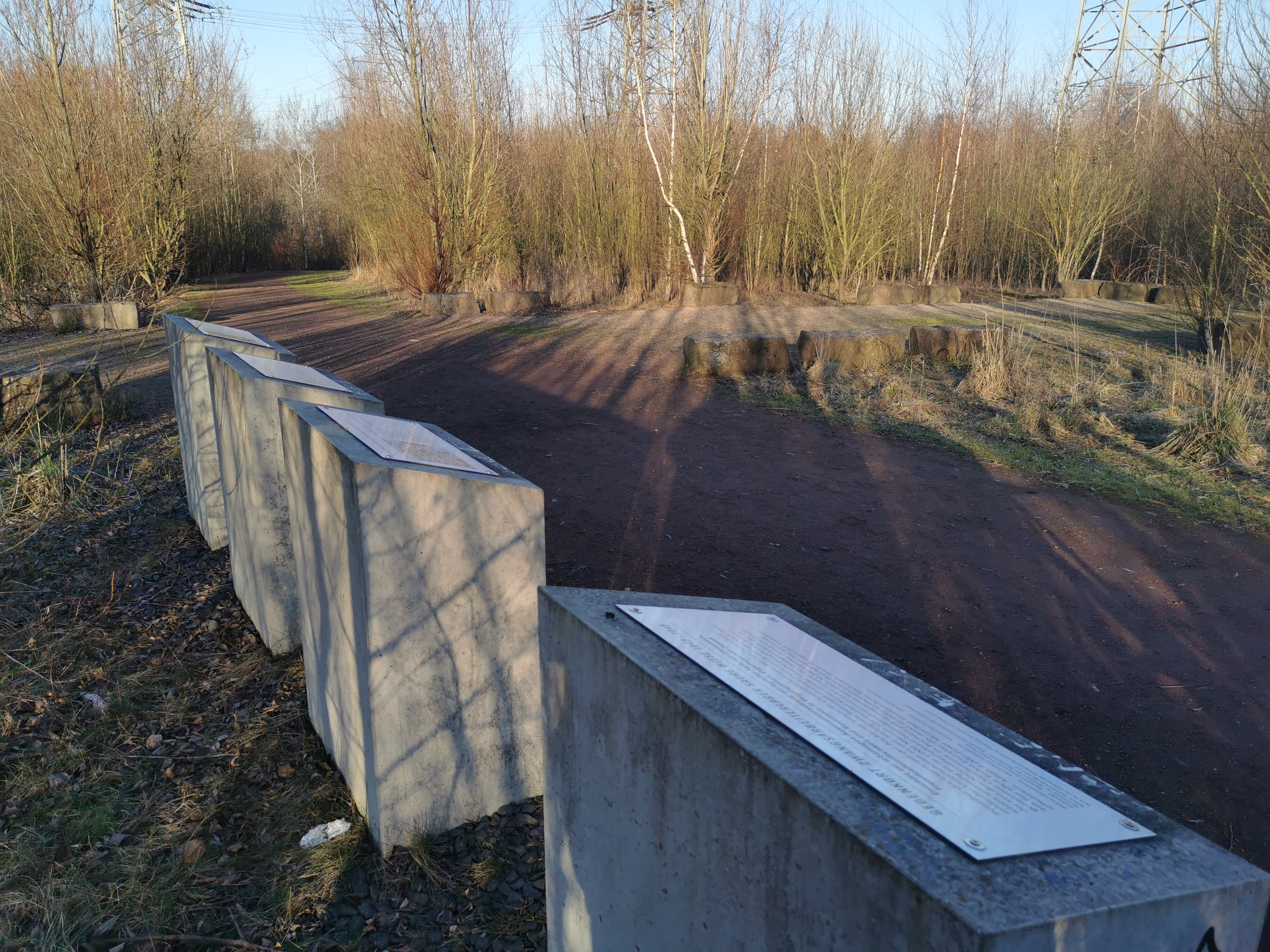
Gedenkort Zwangsarbeiterlager
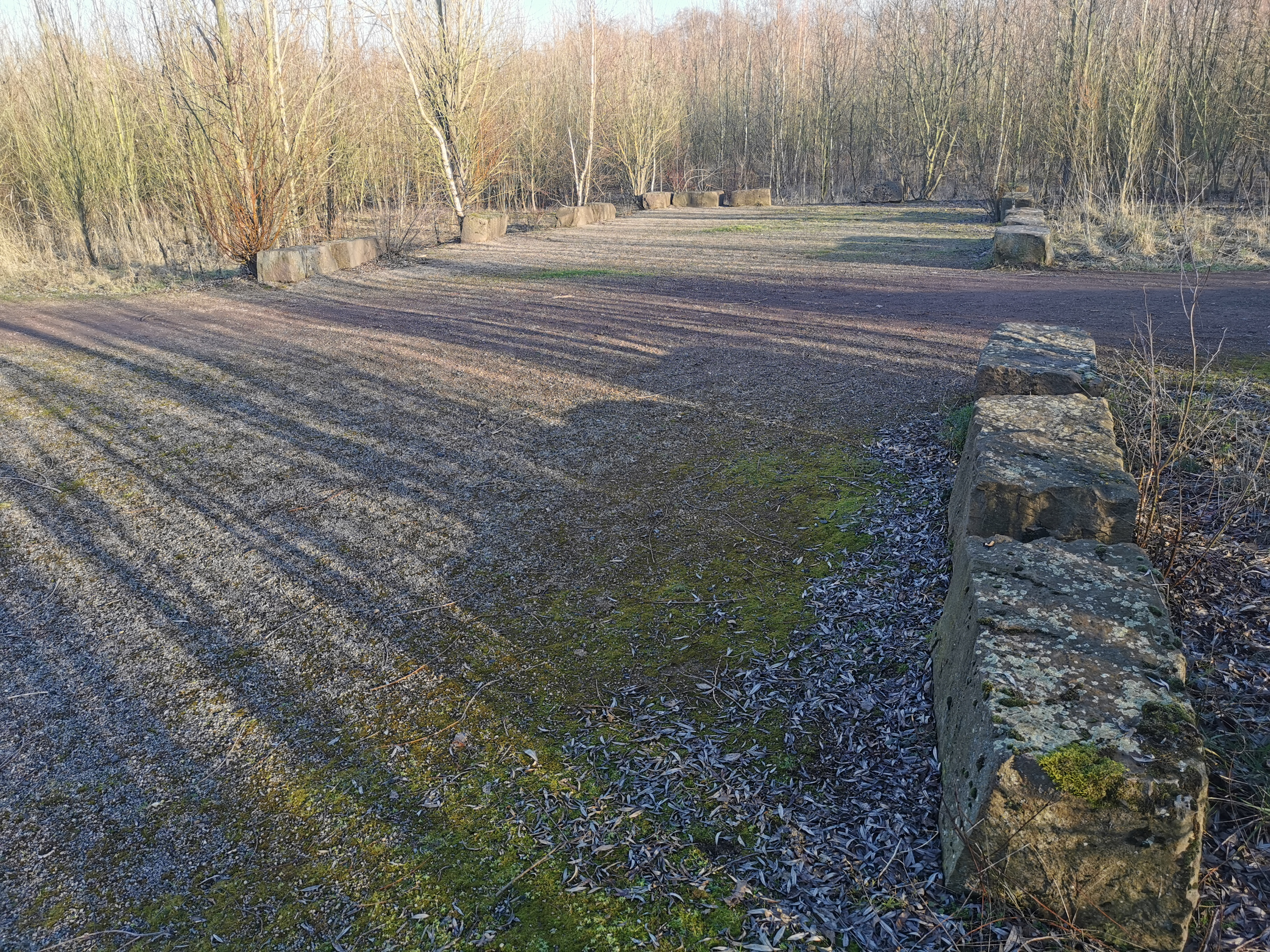
Künstlerische Darstellung einer Baracke
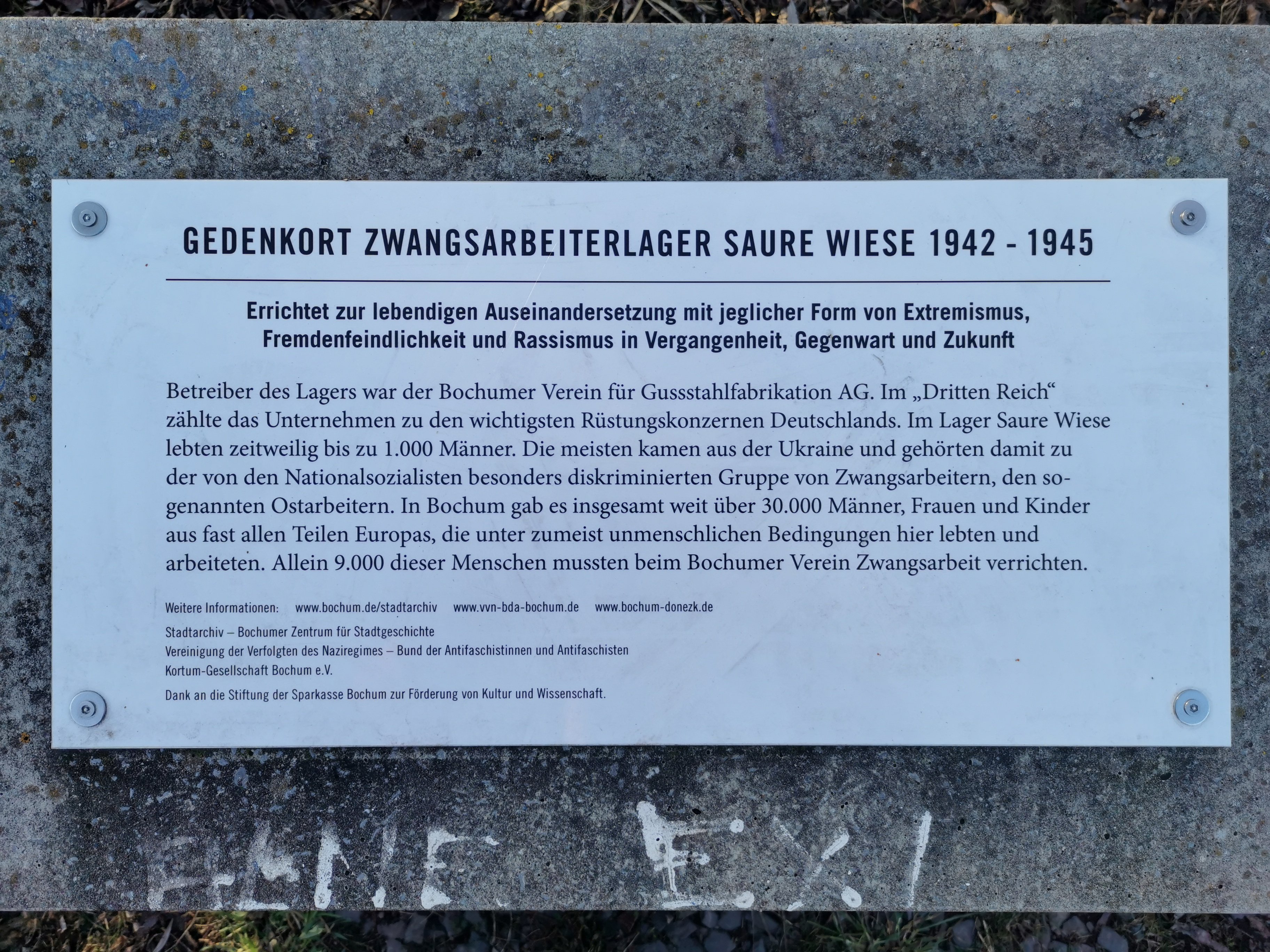
Einleitende Erklärungstafel
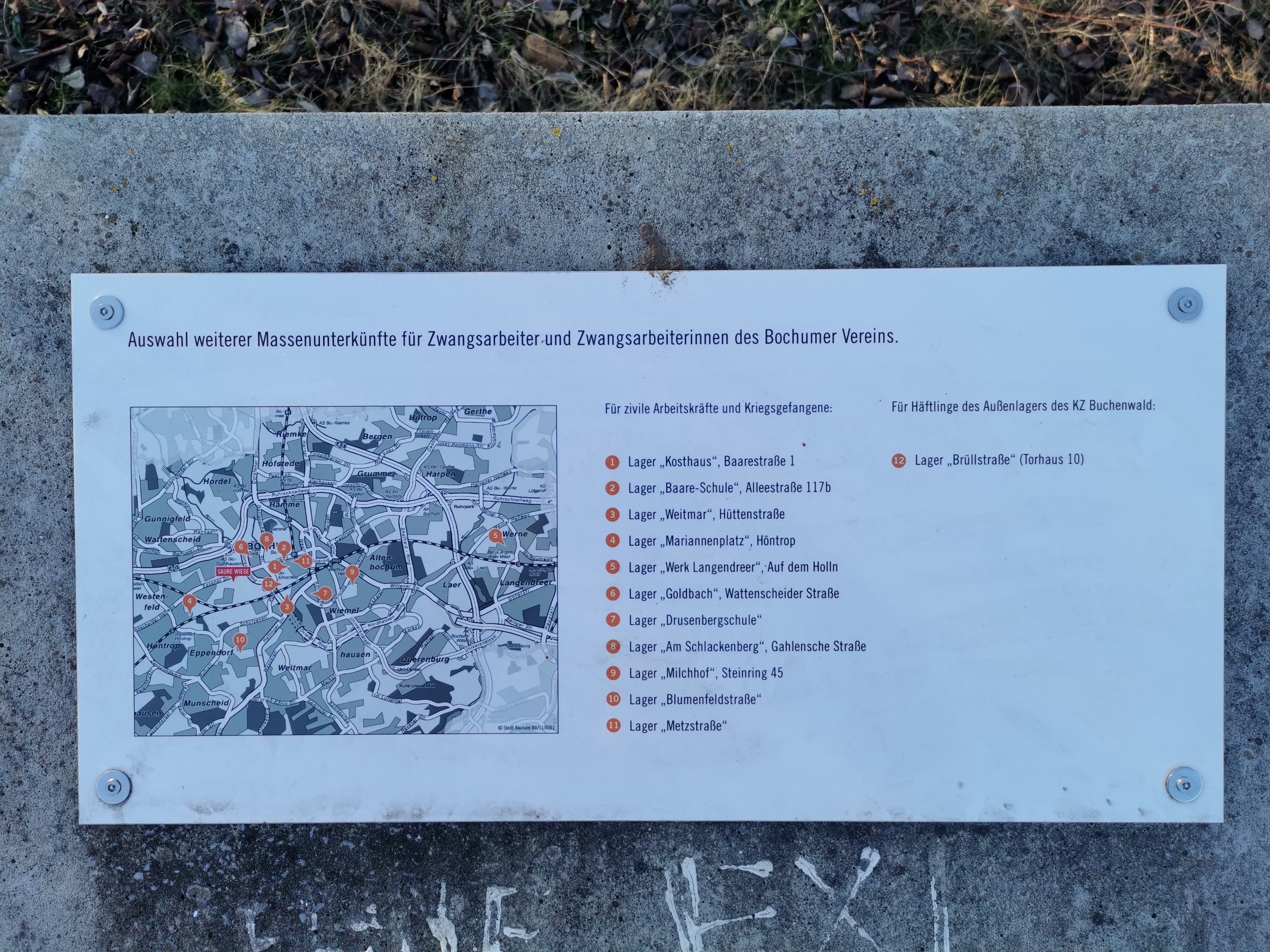
Übersicht der Lager des Bochumer Verein
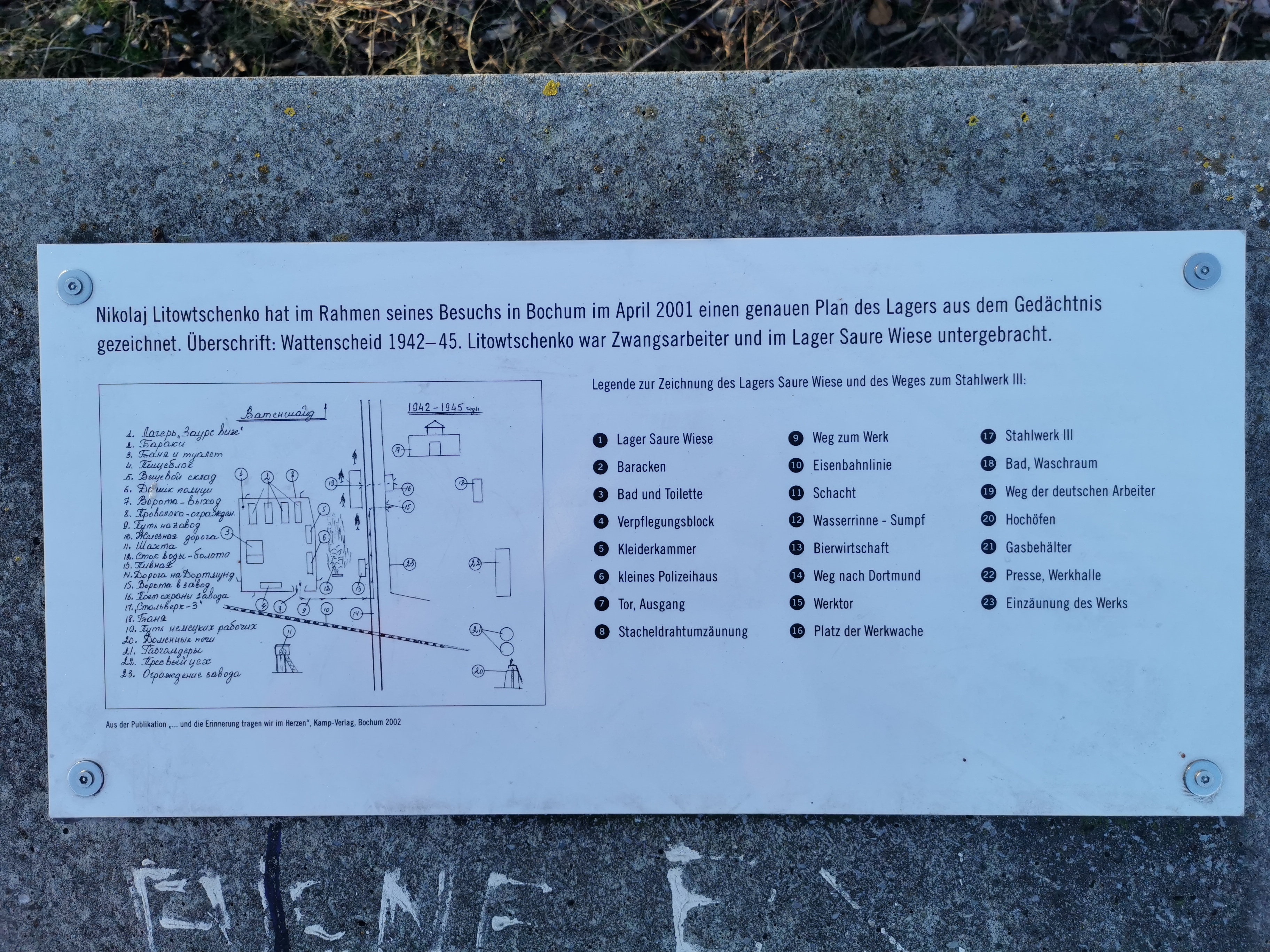
Übersicht des Zwangsarbeiterlagers